# Ходаківський Володимир Володимирович
Володимир Володимирович Ходаківський (31.12.1999 — 8.05.2022) — молодший сержантНаціональної гвардії України, учасник російсько-української війни, який загинув під час російського вторгнення в Україну.

## Життєпис
Дитинство провів в Уманському районі Черкаської області.
У 2017 році вступив на навчання до Черкаського національного університету ім. Б. Хмельницького за денною формою на спеціальність «Політологія». Після другого курсу перевівся на заочну форму навчання, підписав контракт із Національною гвардією України і далі поєднував навчання із військовою службою в Маріуполі. У 2021 році отримав диплом бакалавра.
Під час російського вторгнення в Україну у 2022 році 23 лютого був у відпустці вдома, вже 24 лютого повернувся до Маріуполя, де брав участь у боях за місто, як старший солдат полку «Азов» Національної гвардії України.
17 квітня 2022 року був нагороджений орденом «За мужність» III ступеня.
Загинув 8 травня 2022 року від потрапляння авіабомби по «Азовсталі».

## Нагороди
- орден «За мужність» II ступеня (28.07.2022) (посмертно) — за особисту мужність і самовіддані дії, виявлені у захисті державного суверенітету та територіальної цілісності України, вірність військовій присязі[4].
- орден «За мужність» III ступеня (17.04.2022) — за особисту мужність і самовіддані дії, виявлені у захисті державного суверенітету та територіальної цілісності України, вірність військовій присязі[5].